# Lindig (Kulmbach)
Lindig (oberfränkisch: Lindich) ist ein Gemeindeteil der Großen Kreisstadt Kulmbach im  Landkreis Kulmbach (Oberfranken, Bayern). Lindig liegt in der Gemarkung Burghaig.

## Geografie
Im Norden grenzt an den Weiler das Waldgebiet Lindich an, im Südwesten liegt das Schwarzholz. Im Osten befindet sich eine ehemalige Sandgrube, die als Geotop ausgezeichnet ist. Die Kreisstraße KU 6 führt nach Veitlahm (1,1 km nordwestlich) bzw. nach Petzmannsberg zur Bundesstraße 85 (2,7 km östlich). Eine Ortsstraße führt nach Burghaig (0,6 km südöstlich).

## Geschichte
1398 wurde das Waldgebiet „Lynteich“ erstmals urkundlich erwähnt, der Ort selber wurde 1828 erstmals schriftlich genannt. Der ursprüngliche Flurname setzt sich zusammen aus Linde mit Kollektivsuffix -ich und bezeichnet demnach einen Lindenwald. Lindig wurde also in der ersten Hälfte des 19. Jahrhunderts auf dem Gemeindegebiet von Burghaig gegründet. Am 1. Juli 1972 wurde Lindig nach Kulmbach eingegliedert.

### Einwohnerentwicklung
| Jahr      | 001861 | 001871 | 001885 | 001900 | 001925 | 001950 | 001961 | 001970 | 001987 |
| Einwohner | 8      | 9      | 4      | 7      | 6      | 24     | 27     | 24     | *      |
| Häuser    |        |        | 1      | 1      | 1      | 4      | 5      |        | *      |
| Quelle    | [ 9 ]  | [ 10 ] | [ 11 ] | [ 12 ] | [ 13 ] | [ 14 ] | [ 15 ] | [ 16 ] | [ 17 ] |

## Religion
Lindig ist evangelisch-lutherisch geprägt und war ursprünglich nach St. Veit (Veitlahm) gepfarrt, seit der zweiten Hälfte des 20. Jahrhunderts ist die Pfarrei Burghaig zuständig.